# 姜佐周 (立法委員)
姜佐周（1897年1月22日—1975年6月18日）。山東省牟平縣人。民國37年（1948年）在漁業團體第二區（山東、河北、河南、山西、陝西、甘肅、青海、新疆、熱河、察哈爾、遼寧、遼北、安東、吉林、松江、合江、黑龍江、嫩江、興安、綏遠、寧夏二十一省；青島、北平、天津、西安、瀋陽、大連、哈爾濱七市）當選第一屆立法委員。

## 生平[1][2]
- 天津河北省立水產專科學校肄業
- 奉天省第二師範學校畢業
- 上海國立勞動大學社會科學系畢業
- 廬山訓練團二期結業
- 中央訓練團九期結業
- 革命實踐研究院十六期結業
- 國立勞動大學特黨部委員
- 天津市第七區黨部常務委員
- 張家口市黨部常務委員
- 國民革命軍第二十師黨部特派員
- 國民革命軍第二十師政訓處上校處長
- 國民革命軍第二十師上校政治部主任
- 國民革命軍十二軍政治部少將主任
- 國民革命軍第三集團軍少將政治特派員
- 國民革命軍第十五集團軍黨部少將書記長
- 山東省保安司令部政治部少將主任
- 山東省漁聯會理事長
- 民國64年6月18日病逝[3]